# 싱글 톱 100
싱글 톱 100은 네덜란드의 주간 음악 차트이다. 정식 다운로드와 피지컬 싱글 판매수에 따라 메하하르츠에서 집계가 된다. 네덜란드스 탑 40, 메하 탑 50과 더불어 네덜란드 3대 음악 차트 중 하나이다. 이 세개의 차트는 에어플레이 데이터도 집계하느냐 안하느냐에 따라 구분한다.

## 같이 보기
- 네덜란드스 탑 40